# 濱井修
濱井 修（はまい おさむ、1936年8月 - ）は、日本の倫理学者。東京大学文学部名誉教授。

## 来歴
1959年東京大学文学部倫理学専修卒業、1964年同大学院博士課程中退、東大教養学部助手、1967年同専任講師、1969年助教授、1973年東大文学部助教授、1982年教授、1997年退官、1998年より2004年まで東京女子大学文理学部哲学科教授。2003-2005年日本倫理学会会長。
1966年和辻哲郎賞受賞。

## 著書
- 『社会哲学の方法と精神 批判的理性論集』（以文社） 1975年
- 『ウェーバーの社会哲学 価値・歴史・行為』（東京大学出版会） 1982年
- 『倫理的世界の探究 人間・社会・宗教』（東京大学出版会） 2004年

### 共編
- 『人倫 1』（編纂、以文社） 1978年
- 『ヘーゲル社会思想と現代』（城塚登共編、東京大学出版会） 1989年

## 翻訳
- 『マルクス』（ヴェルナー・ブルーメンベルク、堤彪共訳、理想社） 1974年
- 『社会科学の論理』（アドルノ, ポパー他、城塚登共訳、河出書房新社） 1979年